# Paul Madeley
Paul Madeley (født 20. september 1944 i Leeds, England, død 23. juli 2018 samme sted) var en fodboldspiller fra England, der tilbragte hele sin aktive karriere, fra 1963 til 1980, som forsvarer/midtbanespiller hos Leeds United i sin fødeby. Her var han med til at vinde to engelske mesterskaber samt både FA Cuppen, Liga Cuppen og UEFA Cuppen.
Madeley spillede desuden 24 kampe for Englands landshold, som han debuterede for 15. maj 1971 i et opgør mod Nordirland.

## Efter karrieren
Madeley investerede efter karrieren i en butik i Leeds, der solgte sportstøj og -udstyr, foruden at arbejde i sin families Gør-det-selv-butik. Sammen med sine brødre solgte han forretningen for £27 millioner i 1987.
Madeley blev portrætteret af skuespilleren Chris Moore i filmen The Damned United fra 2009, en adaptation af David Peaces novelle med samme navn om Brian Cloughs uheldige tid som træner i Leeds.

### Helbred
I 1992 fik han en godarter tumor i hjernen fjernet. Han havde et mildt hjerteanfald i 2002, og blev diagnosticeret med Parkinsons syge i 2004.
Madeley døde den 23. juli 2018, som 73-årig.

## Titler
Engelske Mesterskab
- 1969 og 1974 med Leeds United

FA Cup
- 1972 med Leeds United

Liga Cup
- 1968 med Leeds United

UEFA's Messebyturnering (UEFA Cuppen)
- 1968 og 1971 med Leeds United